# Lilli Kerzinger-Werth
Lilli Kerzinger-Werth (* 1. September 1897 in Mailand; † 4. November 1971 in Stuttgart) war eine deutsche Tierbildhauerin und Malerin.

## Leben

### Familie
Lilli Kerzinger-Werth wurde am 1. September 1897 in Mailand als Tochter des Kaufmanns Wilhelm Friedrich Werth und seiner Frau Bertha Werth geb. Schütze geboren. Während des Ersten Weltkrieges floh die Familie 1915 nach Zürich und ließ sich 1917 in Frankfurt am Main nieder. 1922 heiratete Lilli Kerzinger-Werth den Bildhauer Karl Kerzinger. Das Ehepaar lebte und wohnte fortan in Stuttgart.

### Ausbildung
In ihrer Mailänder Zeit nahm Lilli Kerzinger-Werth ab 1903 Privatunterricht bei Professor A. Martignoni, ab 1912 bei dem Bildhauer Ernesto Bazzaro. 1915 bis 1917 studierte sie bei Frau Bäumer in Zürich und 1917 bis 1919 Kunstgeschichte und Perspektive bei Augusto Varnesi am Städelschen Kunstinstitut in Frankfurt am Main. Von 1916 bis 1918 war sie neben ihrem Studium als Zeichenlehrerin tätig. Von 1919 bis 1927 studierte sie an der Stuttgarter Kunstakademie bei Ludwig Habich, zuletzt als Meisterschülerin.

### Lebensabend
Karl Kerzinger starb 1959 im Alter von 69 Jahren, Lilli Kerzinger-Werth überlebte ihn um 12 Jahre und starb am 4. November 1971 im Alter von 74 Jahren. Sie, ihr Mann und dessen Eltern wurden auf dem Fangelsbachfriedhof in Stuttgart beerdigt. Das Grab wurde 1998 abgeräumt.

## Werke

### Öffentlicher Raum
Die Stadt Stuttgart verdankt Lilli Kerzinger-Werth vier Skulpturen im öffentlichen Raum:
- ein Bärenpaar beim Bärenschlössle,
- ein Fohlen auf dem Killesberg,
- den Salamander des Salamanderbrunnens und
- den Rohrer Bär am Rohrer See in Stuttgart-Rohr.

Edith Neumann erwähnt in ihrer Monographie „Künstlerinnen in Württemberg“ einige weitere Skulpturen im öffentlichen Raum in Stuttgart und an anderen Orten, über deren Erhaltung nichts bekannt ist.

#### Bärenpaar
Standort: 
Zwei lebensgroße, bronzene Bärenfiguren auf hohen, rechteckigen Sandsteinsockeln flankieren das Stuttgarter Bärenschlössle. Sie gehen zurück auf zwei Bärenfiguren aus Zinkguss, die der Stuttgarter Bildhauer Albert Güldenstein 1863/1864 schuf. Lilli Kerzinger-Werth modellierte ihre Bärenstatuen 100 Jahre später 1964 nach dem Vorbild einer dieser Figuren, die nach dem Zweiten Weltkrieg wiedergefunden wurde. Barbara Czimmer-Gauss bemerkt in einem Zeitungsartikel über das Bärenschlössle:
„Seit 1964 stehen die spiegelbildlich gestalteten Bären vorm Schlössle, und ihre blank geputzten Ohren zeugen davon, wie beliebt sie als Reittiere für kleine und gelegentlich auch große Besucher sind.“
| - Bärenschlössle, 2011. - Bärenschlössle, vor 1887. |

#### Fohlen

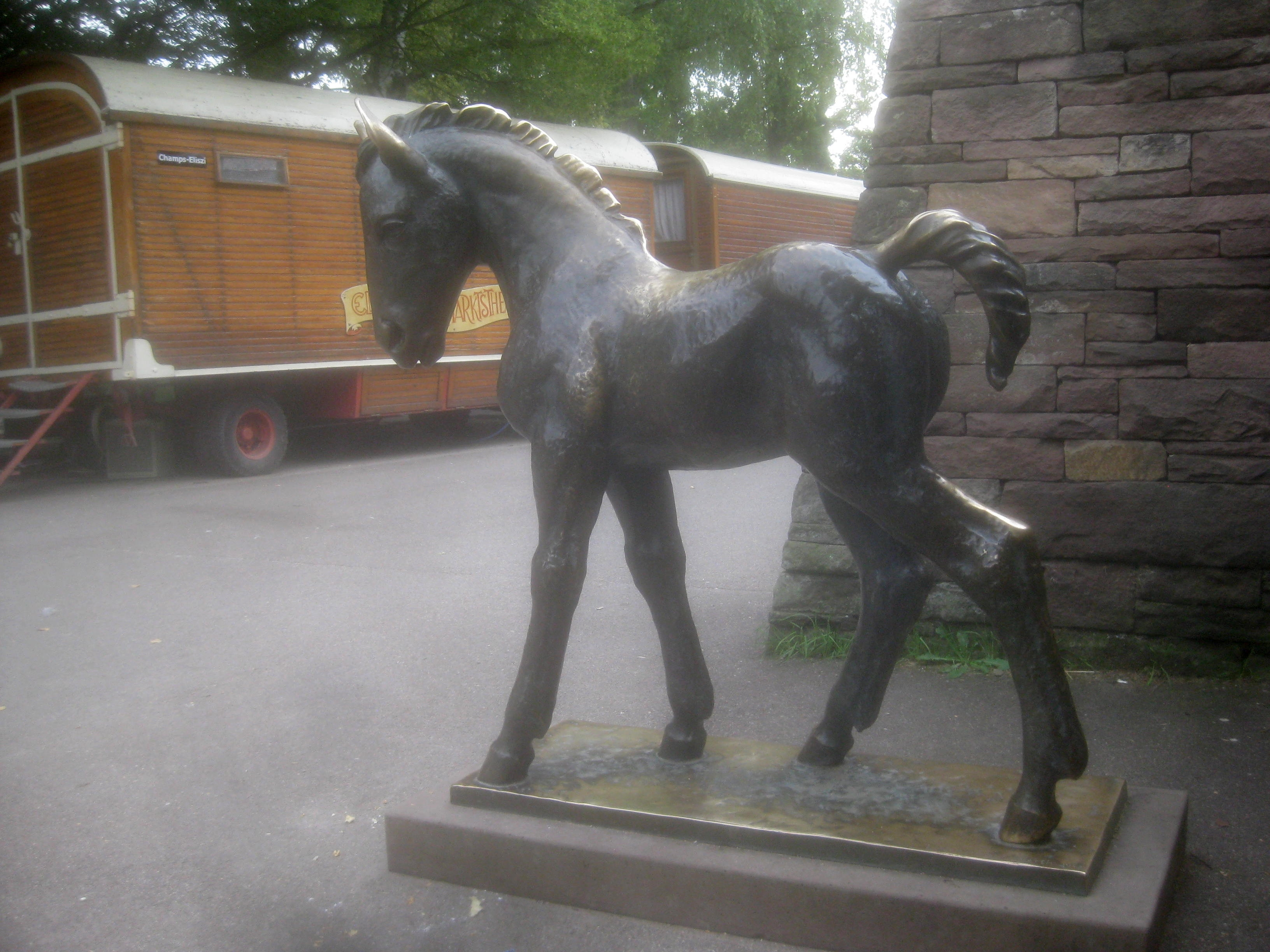
Fohlen.

Standort: 
1942 schuf Lilli Kerzinger-Werth eine Fohlenfigur aus Zinkguss. Die Skulptur wurde zur Deutschen Gartenschau 1950 in Stuttgart im Höhenpark Killesberg ausgestellt und steht heute bei der Polizeireiterstaffel im Körschtal. 1987 wurde eine Bronzenachbildung im Höhenpark Killesberg bei Eliszis Jahrmarktstheater aufgestellt.

#### Salamander
Standort: 
Eine wasserspeiende Salamanderfigur ziert die Rückwand des Salamanderbrunnens auf der Stuttgarter Gänsheide. Der Brunnen befindet sich auf dem Albrecht-Goes-Platz bei der U-Bahn-Haltestelle Bubenbad. Eine Vorgängerfigur aus dem Jahr 1912 ist seit dem Zweiten Weltkrieg verschollen. 1966 schuf Lilli Kerzinger-Werth die heutige Salamander-Plastik. Inge Petzold schreibt in ihrer Monographie über die Stuttgarter Brunnen:
„Die Fauna seines Standorts bezeugt … der architektonisch bescheidene Salamander-Brunnen (Kunststein) am Bubenbad auf der Gänsheide, dessen Name heute noch darauf hinweist, daß sich im einstigen Bubenbad eine Fülle dieser Molche getummelt hat.“
|  |  |

#### Rohrer Bär

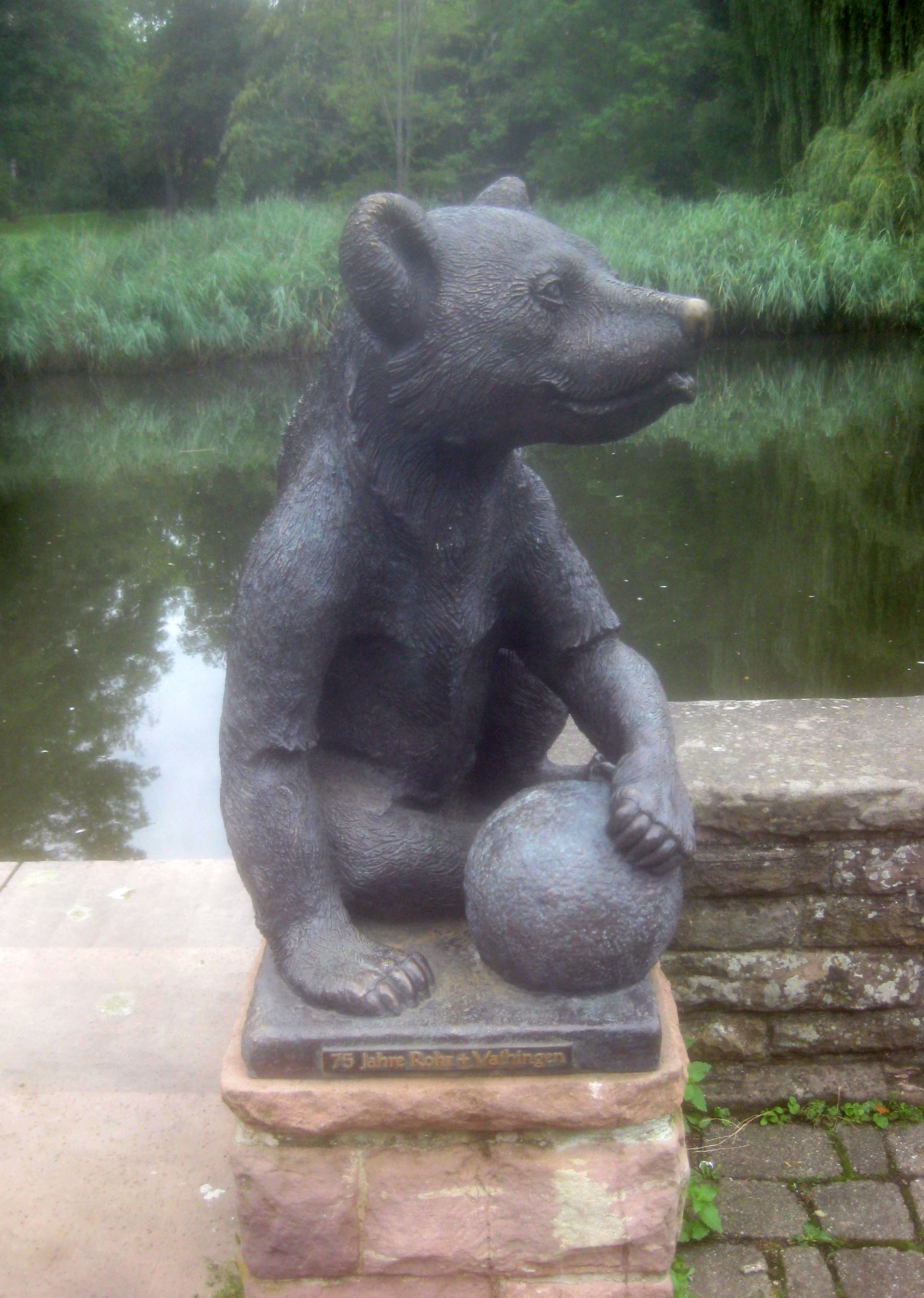
Rohrer Bär.

Standort: 
Am Rohrer See (Feuersee) in Stuttgart-Rohr, einem Stadtteil des Stadtbezirks Stuttgart-Vaihingen, steht eine kleine Bärenskulptur, die auf Lilli Kerzinger-Werth zurückgeht. Das Wissen um ihre Urheberschaft ist in Rohr jedoch verlorengegangen. In der Filder-Zeitung hieß es 2015: „Weder im Bezirksrathaus noch im Stadtarchiv gibt es Hinweise auf Künstler und Urheber.“
Im Rahmen der Eingemeindung von Rohr nach Vaihingen im Jahr 1936 wurde am Rohrer See der „Rohrer Bär“ aufgestellt, die Sandsteinskulptur eines kleinen Bären, der mit einer Tatze einen Ball festhält. Der Rohrer Bär erfreute sich großer Beliebtheit und wurde zu einem Wahrzeichen von Rohr. Wegen häufiger Beschädigungen durch Vandalen wurde die Figur 2009 abgebaut. Dank der Spendeninitiative „Rettet den Rohrer Bären“ konnte die Skulptur 2011 durch einen Bronzenachguss der Kunstgießerei Strassacker ersetzt werden. Die Originalfigur wurde restauriert und steht im städtischen Betriebshof der Stadt Stuttgart.
In seinem Blog „In 80 Zeilen um Stuttgart“ berichtet der Stuttgarter Journalist Erik Raidt über seine Kindheitserlebnisse und seine Wiederbegegnung mit dem Rohrer Bär:
„In Stuttgart-Rohr lebt ein Seebär, ich kenne ihn schon seit meiner Kindheit, weil ich in Rohr aufgewachsen bin. Der Bär war aus Sandstein, und er bewachte den Rohrer See, doch als ich ihn nun bei meiner Stadtwanderung wiedersehe, hat er sich verwandelt. Das Tier ist aus Bronze, er hockt am alten Platz am Seeufer und ich habe mir erzählen lassen, dass der neue Bär, der mir schlanker zu sein scheint, heute an diesem Platz sitzt, weil Vandalen seinem Vorgänger die Ohren abschlugen.“

### Skulpturen
In Stuttgart befinden sich nach einer Zusammenstellung von Edith Neumann 10 Skulpturen von Lilli Kerzinger-Werth in öffentlichem Besitz.
- Kunstmuseum Stuttgart
  - 4 Kleinskulpturen, Bronze, 1949–1955: Damhirsch, Junger Esel, Zicklein, Liegendes Fohlen.
- Regierungspräsidium Stuttgart
  - 2 Holzfiguren, 1958–1960: Katze, Junger Fuchs.
  - 3 Skulpturen, Bronze, 1962–1967: Bärengruppe, Eselchen, Liegender Puma.
- Staatsgalerie Stuttgart
  - Zwei springende Antilopen als Buchstützen, Bronze, 1930.
  - 2 Kleinskulpturen, Keramik, 1929–1933: Rauhaariger Foxterrier, Junges Pferd.

1935 entwarf Lilli Kerzinger-Werth eine kleine „Koalabärengruppe“, die von Rosenthal in der Kunstabteilung Selb in Porzellan gefertigt wurde.

### Malerei
In Stuttgart befinden sich nach einer Zusammenstellung von Edith Neumann 27 Landschaftsbilder von Lilli Kerzinger-Werth in öffentlichem Besitz: Die meisten der 18 Ölgemälde und 9 Aquarelle thematisieren die Landschaft der Schwäbischen Alb.
Die Bilder befinden sich im Besitz der folgenden Institutionen:
- Kunstmuseum Stuttgart (10 Bilder)
- Regierungspräsidium Stuttgart (13)
- Staatsgalerie Stuttgart (1)
- Kunstsammlung der Landesbank Baden-Württemberg (4)

### Sonstiges
Zusammen mit ihrem Mann Karl Kerzinger illustrierte Lilli Kerzinger-Werth die „Geschichten und Gedichte in Pfälzer Mundart“, die der pfälzische Dichter Karl Ludwig Münnich unter dem Titel An sellem runde Disch 1957 veröffentlichte.

## Rezeption
Wenn man die wenigen öffentlich zugänglichen Werke von Lilli Kerzinger-Werth zum Maßstab nimmt, könnte man geneigt sein, ihr Werk auf einige Tierskulpturen zu reduzieren. Ihre öffentlich aufgestellten Tiere berühren die kleinen und großen Betrachter, was nicht zuletzt die vielen blankgeriebenen Stellen an ihrem Fohlen auf dem Killesberg, den Bären am Bärensee und dem Rohrer Bär bezeugen.
Tatsächlich ist ihr Werk wesentlich umfangreicher. Abgesehen von den Werken, die sich in Privatbesitz befinden, werden 10 Kleinskulpturen in öffentlichen Institutionen verwahrt, desgleichen 27 Ölgemälde und Aquarelle. Sie sind für die Öffentlichkeit nicht zugänglich. Dieses Schicksal teilt Lilli Kerzinger-Werth mit Hunderten von württembergischen Künstlern, deren Werke in den Depots eingeschlossen sind. Die dazu berufenen Institutionen, das Kunstmuseum und die Staatsgalerie, verschließen sich bisher dem Bedürfnis, den einheimischen Künstlern die gebotene Beachtung zu schenken. Vor einigen Jahren durften allerdings Kunststudenten in der Staatsgalerie eine Ausstellung aus Depotbeständen gestalten, eine Aktion, die jedoch nicht wiederholt wurde.
Auf Grund der Urheberrechtslage können Werke von Lilli Kerzinger-Werth auch nicht durch Abbildungen der Allgemeinheit zugänglich gemacht werden. Dazu gehört zum Beispiel die Kleinskulptur „Amazone mit Falke“ von 1924 oder die zwei springenden Antilopen als Buchstützen von 1930, wovon ein Abguss auch in der Staatsgalerie Stuttgart verwahrt wird.

## Ausstellungen
Quelle: #Neumann 1999.2, Seite 92.

### Einzelausstellungen
- 1957: Lilli Kerzinger-Werth, Malerei und Plastik, Kunsthaus Schaller, Stuttgart.
- 1967: Jubiläumsausstellung zum 70. Geburtstag, Galerie Voelter, Ludwigsburg.[18]

### Gruppenausstellungen
- 1925: Große Schwäbische Kunstschau des Künstlerbunds Stuttgart, Kunstgebäude, Stuttgart.
- 1933: Württembergischer Kunstverein.
- 1937: Wander-Ausstellung der Reichs-GEDOK in Frankfurt am Main, Stuttgart, Düsseldorf und Köln.[19]
- 1937–1944: Große Deutsche Kunstausstellung, München.
- 1964: Jubiläumsausstellung des Künstlerbunds Stuttgart.
- 1966: Bund Bildender Künstlerinnen Württembergs, Kunstgebäude, Stuttgart.

### Große Deutsche Kunstausstellung
Lilli Kerzinger-Werth nahm zwischen 1937 und 1944 fünfmal an der Großen Deutschen Kunstausstellung in München teil. Sie stellte 11 Skulpturen aus, darunter 1943 eine Bronzebüste des Stuttgarter Theaterschauspielers Waldemar Leitgeb, die keinen Käufer fand. Ansonsten stellte sie Tierplastiken aus: Falke, Fohlen, Wisent, Löwe, Elefant, Rehkitz und Zicklein. Als Material verwendete sie Bronze, Zink, Gips und Nußbaum. Ein Gipsfohlen, das ihrer Fohlenfigur von 1942 ähnlich war, kaufte Hermann Göring 1938 zum Preis von 2225 Reichsmark. 1943 und 1944 konnte sie weitere vier Werke zu Preisen zwischen 220 und 900 Reichsmark verkaufen. Ihr Mann bemühte sich zwischen 1938 und 1941 vergebens, einen Käufer für eine Badende in Marmor und eine Bronzebüste von Siegfried Wagner zu finden.

## Wettbewerbe
- 1934: Erster Preis beim Wettbewerb für einen Marktbrunnen in Stuttgart mit dem Entwurf „Stute mit Fohlen“, zusammen mit Karl Kerzinger.[22]
- 1943: Erster Preis beim Wettbewerb für einen Brunnen in Stuttgart-Gaisburg.[23]

## Mitgliedschaften
- 1924: Verband Bildender Künstler und Künstlerinnen Württemberg (VBKW).
- 1931–1933: Württembergischer Malerinnenverein (WMV).
- 1945: Bund Bildender Künstlerinnen Württembergs (BBKW).
- Künstlerbund Stuttgart.
- GEDOK Stuttgart.